# Hrabstwo Navarro

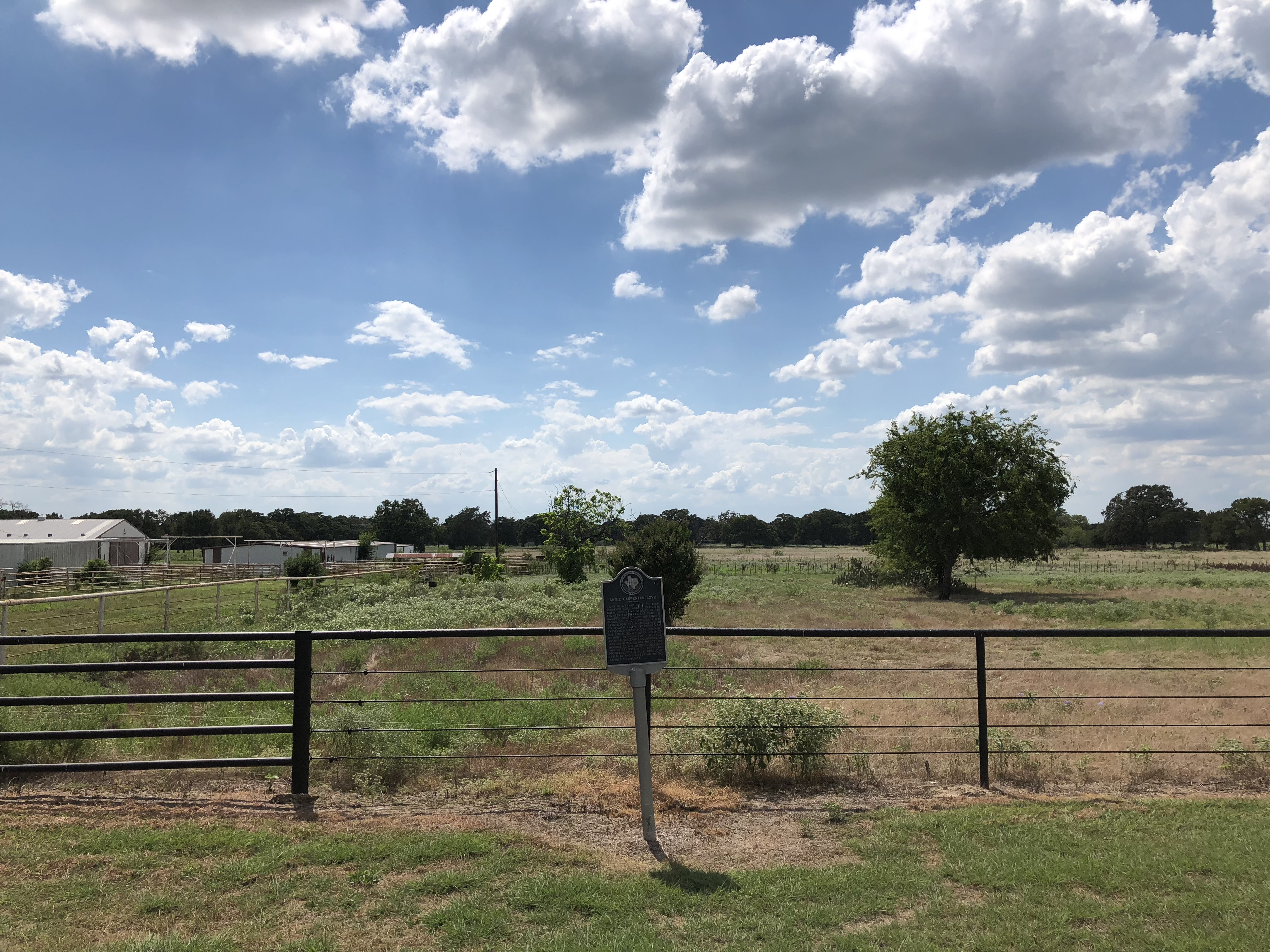
Krajobraz wiejski hrabstwa

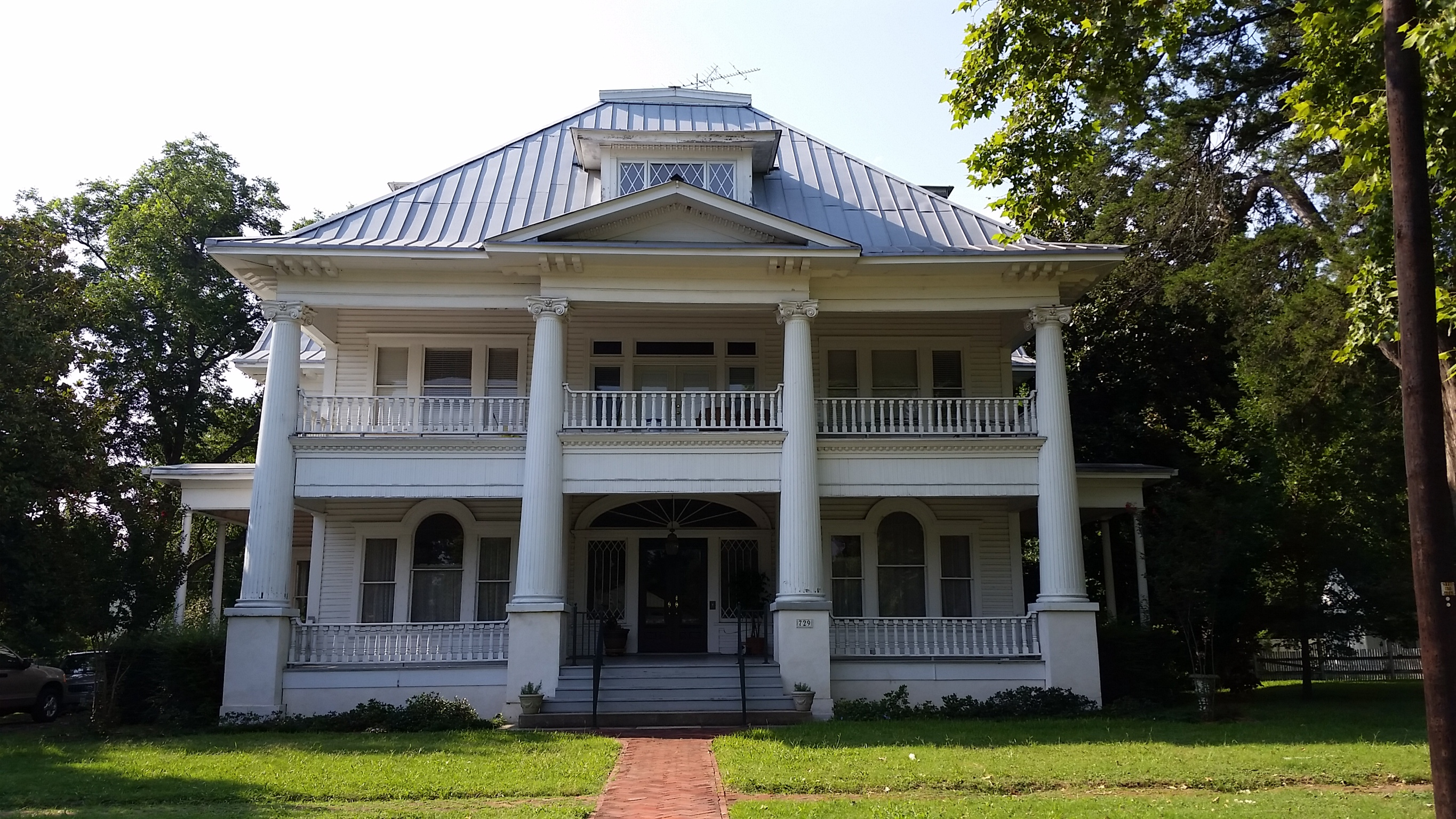
Zabytkowy dom w Corsicana

Hrabstwo Navarro – hrabstwo położone w USA, w północno–środkowym Teksasie, w sąsiedztwie aglomeracji Dallas–Fort Worth. Utworzone w 1846 r. Według danych z 2023 roku liczy 55,6 tys. mieszkańców. Siedzibą hrabstwa jest miasto Corsicana.

## Gospodarka
Średni dochód gospodarstwa domowego (dane z 2022) w hrabstwie wynosi 56 261 dolarów, zaś dochód na mieszkańca 26 910 dolarów. 22,9% mieszkańców żyje poniżej relatywnej granicy ubóstwa.
- sadownictwo (gł. orzechy pekan)[2]
- uprawa bawełny, kukurydzy, pszenicy i sorgo[2][3]
- hodowla koni, owiec, kóz, bydła, trzody chlewnej i drobiu[2][3]
- przemysł mleczarski[3]
- akwakultura[2]
- produkcja siana[2]
- szkółkarstwo[2]
- wydobycie ropy naftowej[4].

## Sąsiednie hrabstwa
- Hrabstwo Henderson (północny wschód)
- Hrabstwo Freestone (południowy wschód)
- Hrabstwo Limestone (południe)
- Hrabstwo Hill (południowy zachód)
- Hrabstwo Ellis (północny zachód)

## Miasta
| - Angus - Barry - Blooming Grove - Corsicana - Dawson - Eureka | - Emhouse - Frost - Goodlow - Kerens - Mildred - Mustang | - Navarro - Oak Valley - Powell - Retreat - Richland - Rice |

## Demografia
Według danych pięcioletnich z 2022 roku, 64,3% mieszkańców stanowili biali (52,5% nie licząc Latynosów), 29,2% to Latynosi, 11,6% to czarni lub Afroamerykanie, 10,9% było rasy mieszanej, 1,7% pochodziło z wysp Pacyfiku, 0,6% deklarowało pochodzenie azjatyckie i 0,2% stanowiła rdzenna ludność Ameryki.

## Religia
Do największych organizacji w 2020 roku należały: Południowa Konwencja Baptystów (10 280 członków), Zjednoczony Kościół Metodystyczny (3109 członków), Kościół katolicki (2388 członków – 4,5%), Kościoły Chrystusowe (1395 członków), inne Kościoły baptystyczne (17 zborów) i różne Kościoły zielonoświątkowe (12 zborów). 